# Glyptocera consobrinella
Glyptocera consobrinella är en fjärilsart som beskrevs av Philipp Christoph Zeller 1872. Glyptocera consobrinella ingår i släktet Glyptocera och familjen mott. Inga underarter finns listade i Catalogue of Life.